# Válka policajtů (film, 2004)
Válka policajtů (francouzsky 36 quai des Orfèvres) je francouzské kriminální drama z roku 2004 režírované Olivierem Marchalem.

## Děj
Děj filmu se odehrává v Paříži, kde už několik měsíců řádí gang ozbrojených lupičů a to zcela beztrestně a s neobvyklým násilím.
Ředitel kriminální policie Robert Mancini (André Dussollier), který má před důchodem, dá zcela jasně najevo svým dvěma přímým podřízeným – diviznímu komisaři Léo Vrinksi (Daniel Auteuil), vedoucímu vyšetřovacího oddělení a komisaři Denisi Kleinovi (Gérard Depardieu), vedoucímu oddělení pro boj s organizovaným zločinem – že ten, kdo gang dopadne, získá jeho místo „hlavního šéfa“ Nábřeží Zlatníků 36. Mezi těmito dvěma policajty, kteří jsou jinak přátelé, začne boj, který ode dneška všechno rozdělí: jejich životy, jejich metody, jejich oddíly.

## Obsazení
- Daniel Auteuil – Léo Vrinks
- Gérard Depardieu – Denis Klein
- André Dussollier – Robert Mancini
- Roschdy Zem – Hugo Silien
- Valeria Golinová – Camille Vrinks
- Daniel Duval – Eddy Valence
- Francis Renaud – Titi Brasseur
- Catherine Marchalová – Ève Verhagen
- Guy Lecluyse – Groluc
- Alain Figlarz – Francis Horn
- Vincent Moscato – Jenner
- Anne Consignyová – Hélène Klein
- Stéphane Metzger – Smao
- Mylène Demongeotová – Manou Berliner
- Solène Blasch – Lola Vrinks jedenáctiletá
- Aurore Auteuil – Lola Vrinks sedmnáctiletá
- Jo Prestia – Victor Dragan
- Olivier Marchal – Christo

## Trivia
- Nábřeží Zlatníků 36 (francouzsky 36, quai des Orfèvres) je adresa Ředitelství kriminální policie v Paříži.
- Tato ulice už poskytla motiv jinému slavnému filmu: Nábřeží zlatníků (Quai des Orfèvres) z roku 1947 od režiséra Clouzota, v hlavní roli s Louisem Jouvetem.
- Scénář filmu byl inspirován skutečnými událostmi týkajícími se aféry „zkorumpovaného gangu“, který otřásl Nábřežím Zlatníků 36 na konci 90. let (1980). Policista jménem Jean Vrindts byl během tohoto přehmatu zavražděn. Mezi „zkorumpovanými policajty“ byl také Dominique Loiseau, který si odseděl 55 měsíců ve vězení, předtím než mu byla v roce 1993 udělena milost, a spolupracoval na tvorbě scénáře k filmu. Byl také hlavním režisérem při natáčení a tento film mu byl věnován, stejně jako Christianovi Caronovi, který zemřel ve službě v roce 1988.
- Postava Denise Kleina, ztvárněná Gérardem Depardieu, je z velké části inspirovaná Raymondem Mertzem, původcem podobné poskvrny představené ve filmu, v rámci aféry falešného gangu.
- Toto střetnutí mezi policejními službami se rovněž stalo tématem filmu Policejní válka Robina Davise z roku 1979 v hlavní roli s Claude Rich a Claude Brasseur.
- Roli Loly Vrinksové (ve věku 17 let), dcery Lea Vrinkse (Daniel Auteuil), hraje jeho vlastní dcera Aurore Auteuil.
- Film by se měl dočkat amerického remake, (režie: Martin Campbell, scénář: Dean Georgaris, výroba: Tibeca Production, distribuce: Paramount Pictures, hraje: Robert De Niro). Předpokládaný název tohoto filmu je „36“, což byl také jeden z pracovních názvů filmu Oliviera Marchala.